# Eric Marcus Weglehner
Eric Marcus Weglehner (* 17. Mai 1992) ist ein österreichischer Regisseur und Drehbuchautor.

## Leben und Wirken
Weglehner studierte Film im Studiengang Multimediaart an der Fachhochschule Salzburg. 2018 gründete er zusammen mit dem Filmemacher Oliver Bernauer und den Kameramännern Franco Marco Avi und Dominik Mayer das Künstlerkollektiv Melencolia. Weglehner lebt und arbeitet zurzeit in Wien.
Sein 40-minütiger Kurzfilm Zingerle mit Roland Silbernagl und Julia Rosa Peer in den Hauptrollen, feierte im März 2019 Weltpremiere auf dem Manchester Film Festival.

## Auszeichnungen
- 2017: Best Student Film beim Manchester Film Festival für Unter Toten[2]
- 2017: Local Award beim Youki International Youth Media Festival für Unter Toten
- 2017: Best Upper Austrian Film beim Festival of Nations für Unten Toten[3]

## Teilnahmen an Filmfestivals (Auswahl)
- 2018 mit Unter Toten beim Heimatfilmfestival[4]
- 2019 mit Zingerle im Spielfilmprogramm des Internationalen Film Festivals Innsbruck[5]
- 2019 mit Zingerle beim Filmfestival Bozen[6]

## Filmografie
- 2017 – Unter Toten (Among the Dead)
- 2019 – Zingerle
- 2020 – Sekt (Shower)